# Volga
El Volga és el riu més llarg d'Europa, és un riu de la Rússia occidental amb una longitud de 3.700 km, un cabal mitjà de 8.000 m³/s (en això també és el primer d'Europa), i una conca d'uns 1.400.000 km² que amb els seus afluents rega més d'un terç del territori de la Rússia europea.
Neix en un petit llac entre els turons Valdai a 228 m d'altura, entre Moscou i Sant Petersburg, i desemboca a la mar Càspia formant un ampli delta. És navegable gairebé tot gràcies a les obres realitzades, especialment durant la segona meitat del segle xx.
Antigament s'anomenava Rha i com a tal apareix recollit a les obres de Ptolemeu. Aquest nom pervivia entre alguns pobles fins al segle xix, quan es va adoptar la denominació actual. Després de la Segona Guerra Mundial la vall del Volga concentra una part important de l'activitat industrial de Rússia.

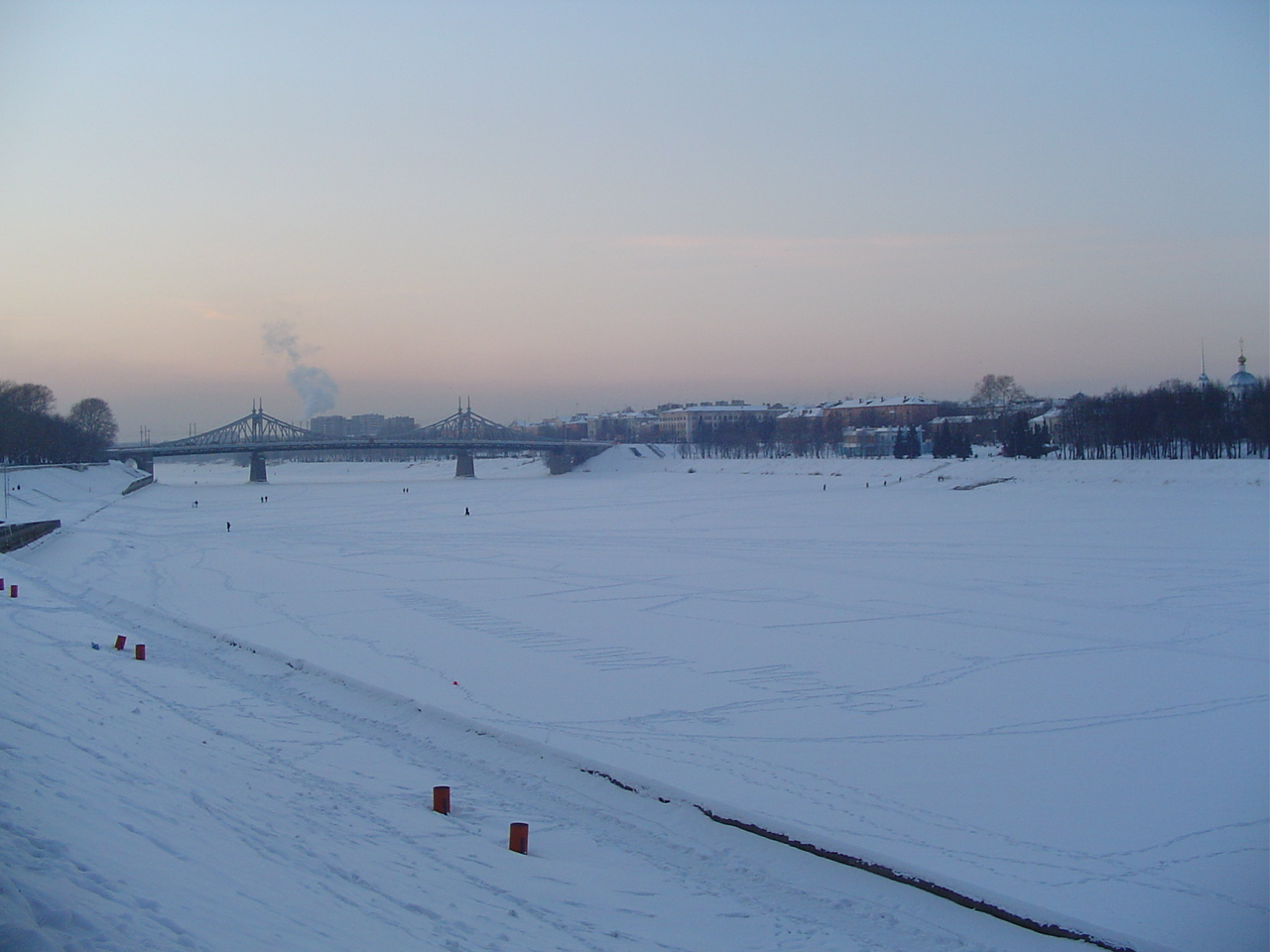
El Volga gelat al seu pas per la ciutat de Tver.

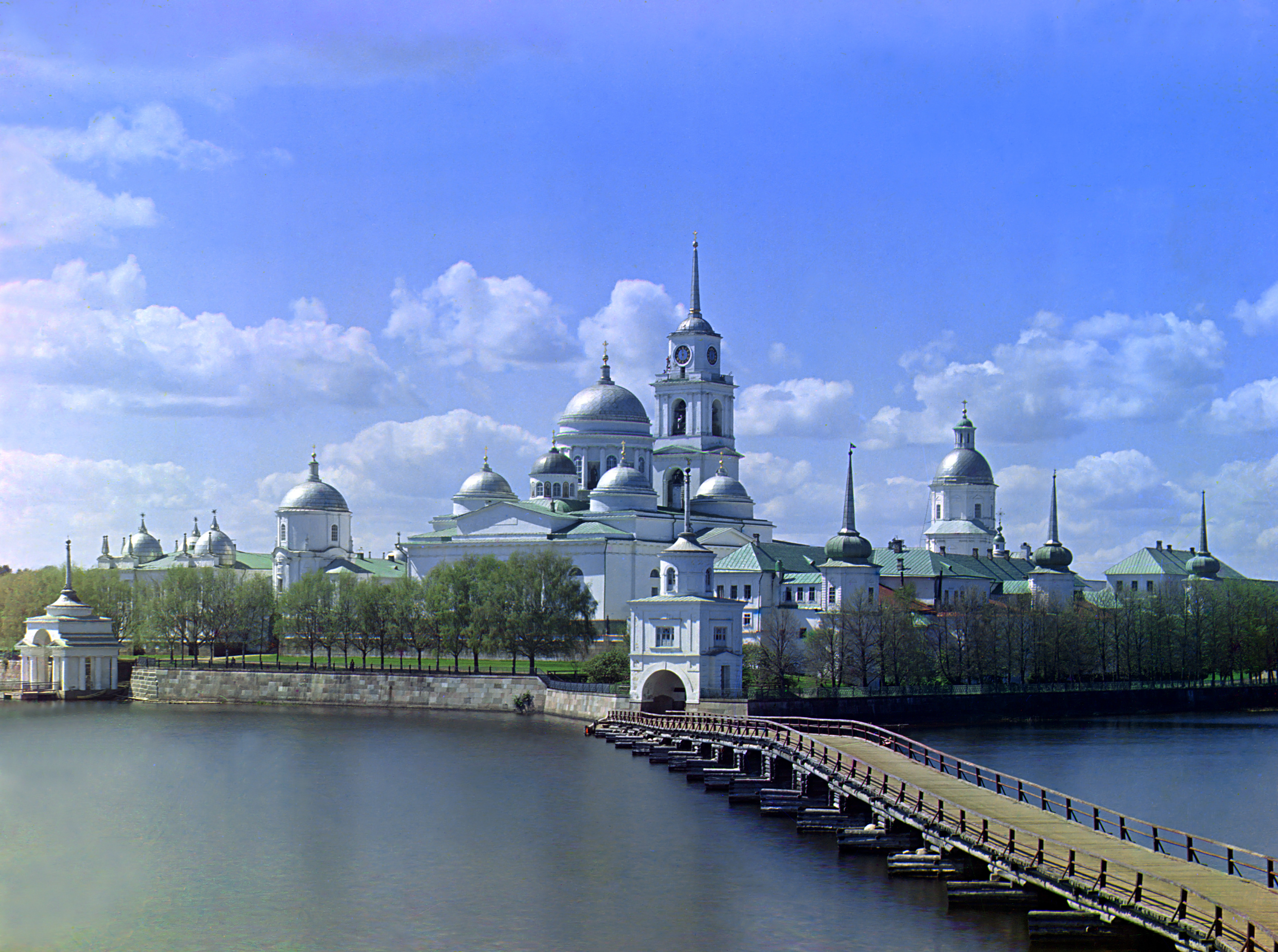
Monestir Nilov a l'illa Stolbnyi del llac Seliguer, un llac que travessa el riu Volga

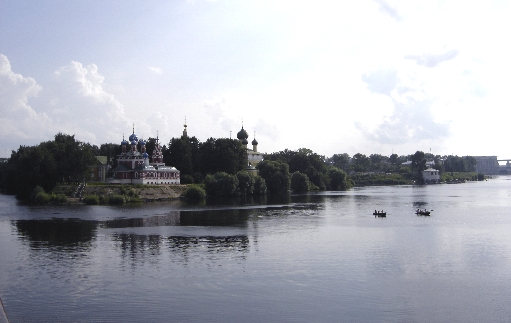
El riu Volga a Uglich.

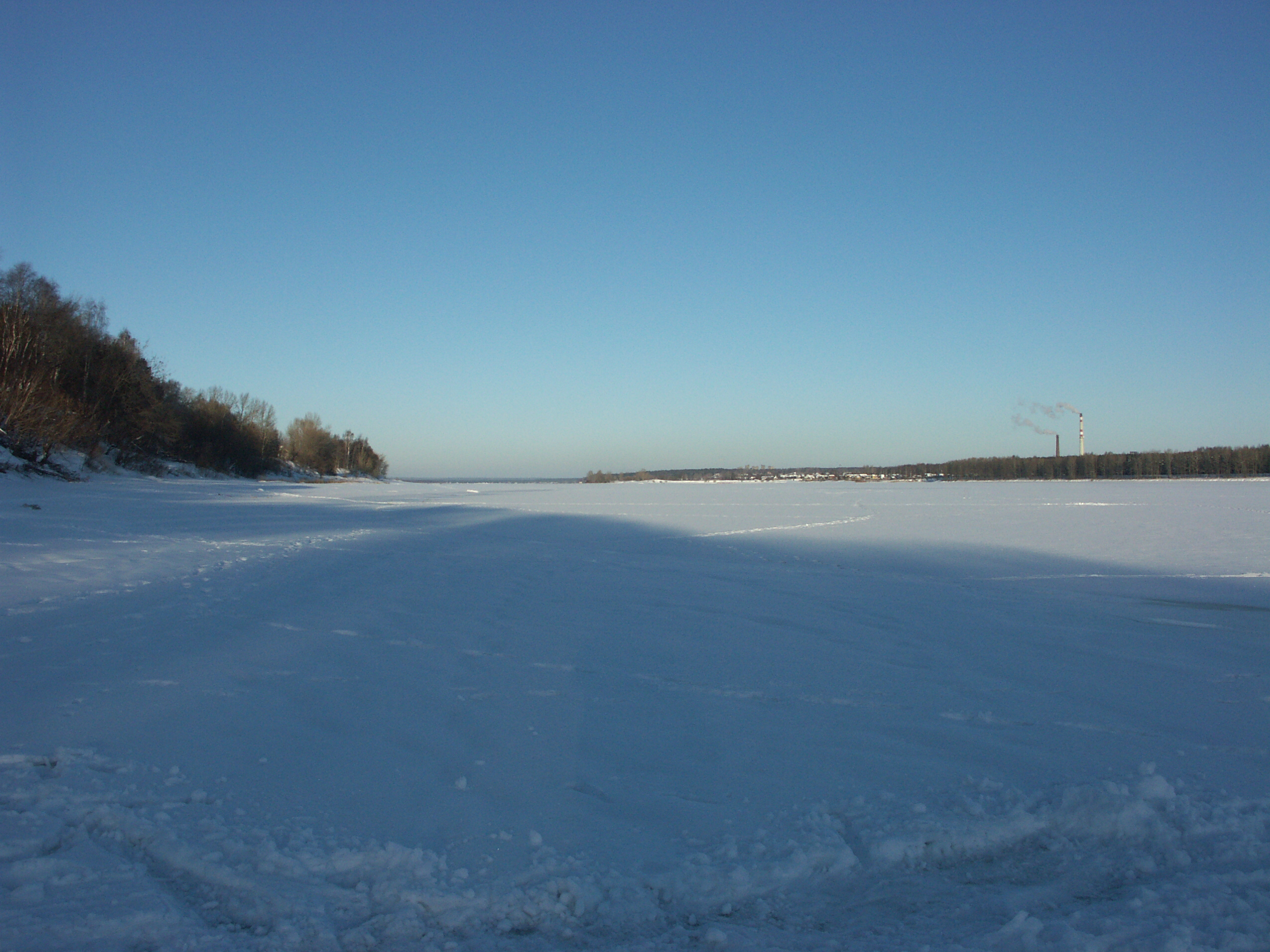
El riu Volga gelat, al nord de Iaroslavl.

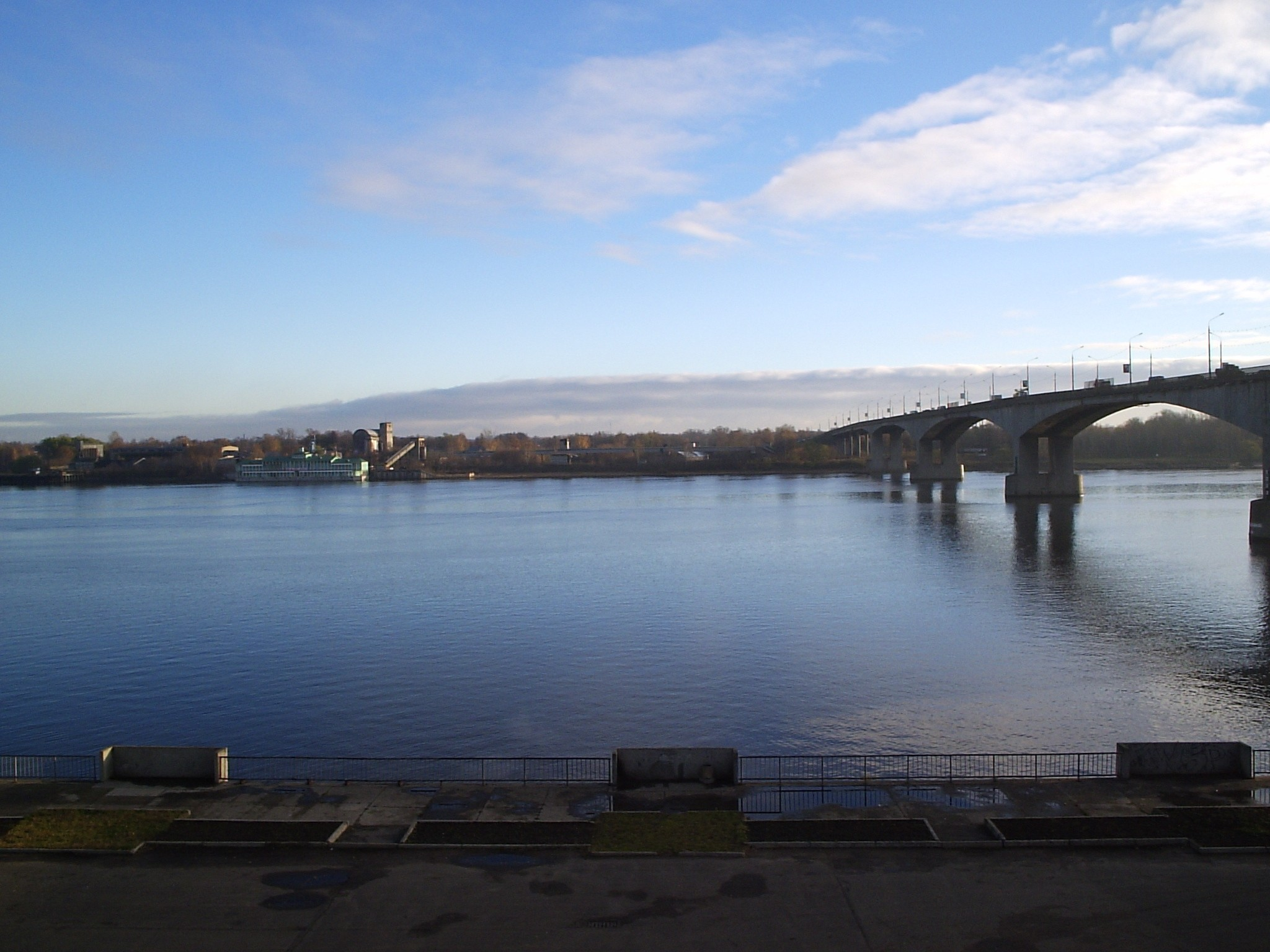
El riu Volga a Iaroslavl

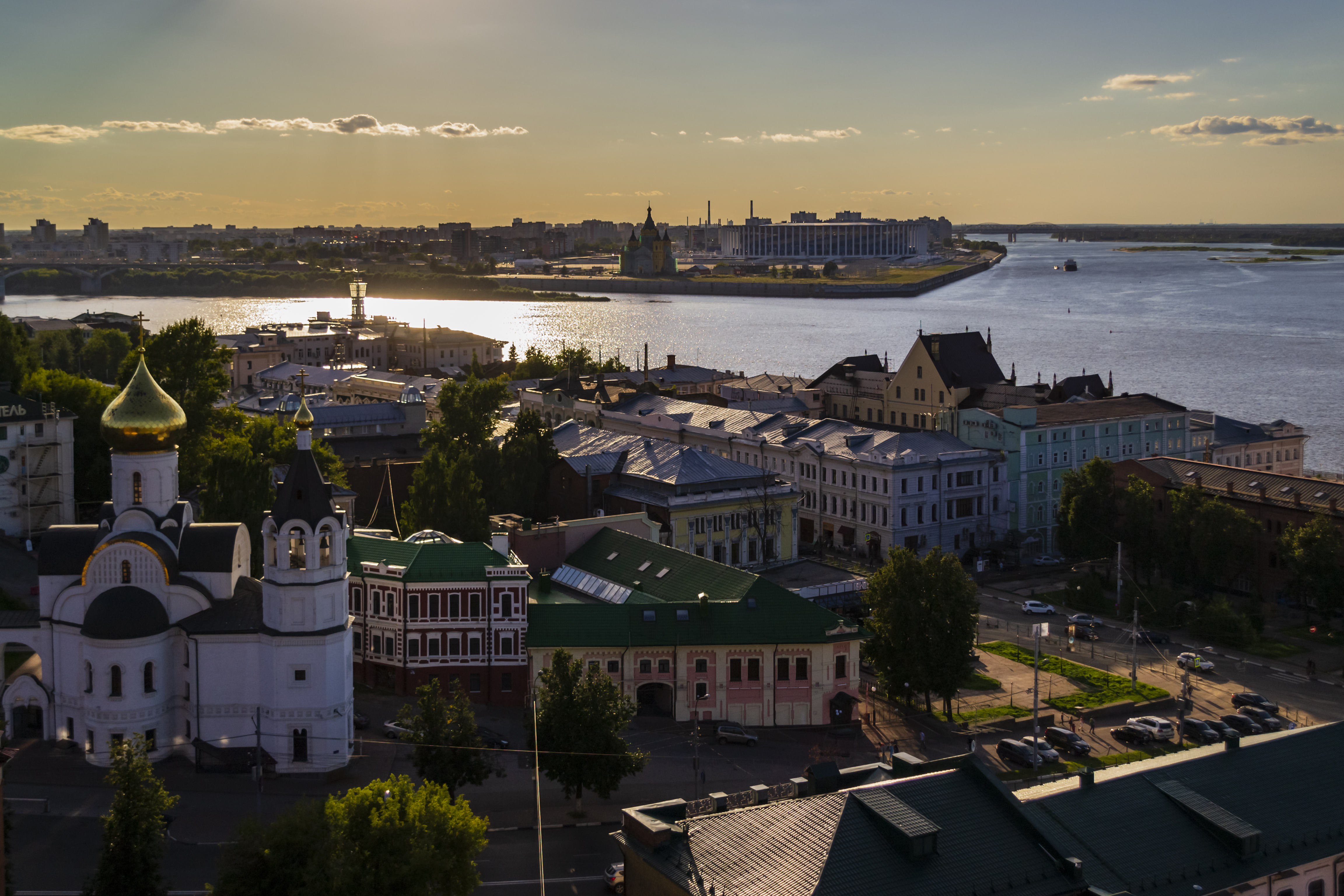
La confluència del riu Volga amb el riu Okà, a Nizhni Novgorod

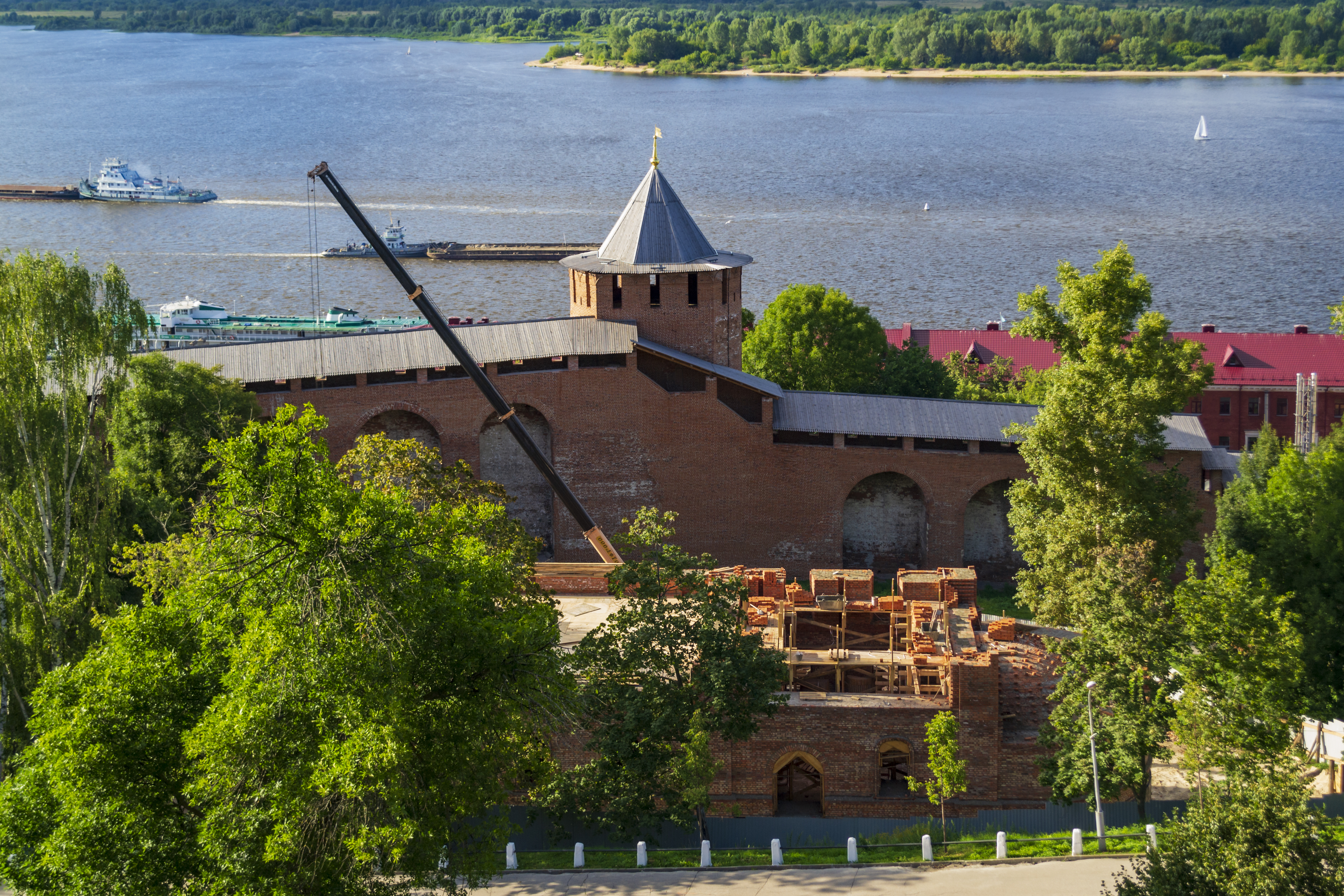
El riu Volga a Nizhni Novgorod.

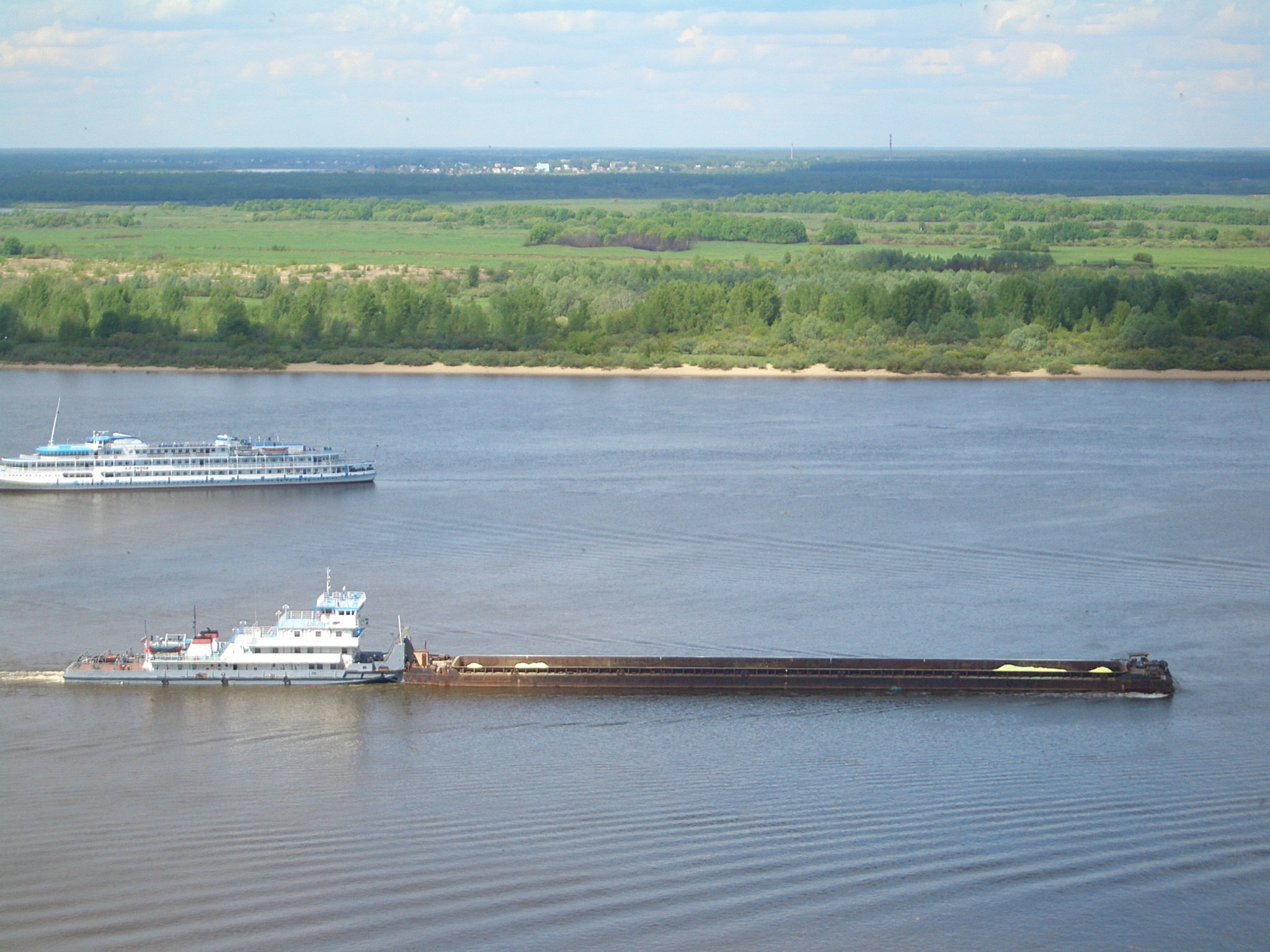
Un remolcador i la seva Gabarra es creuen amb un vaixell de passatgers a prop de Nizhni Novgorod.

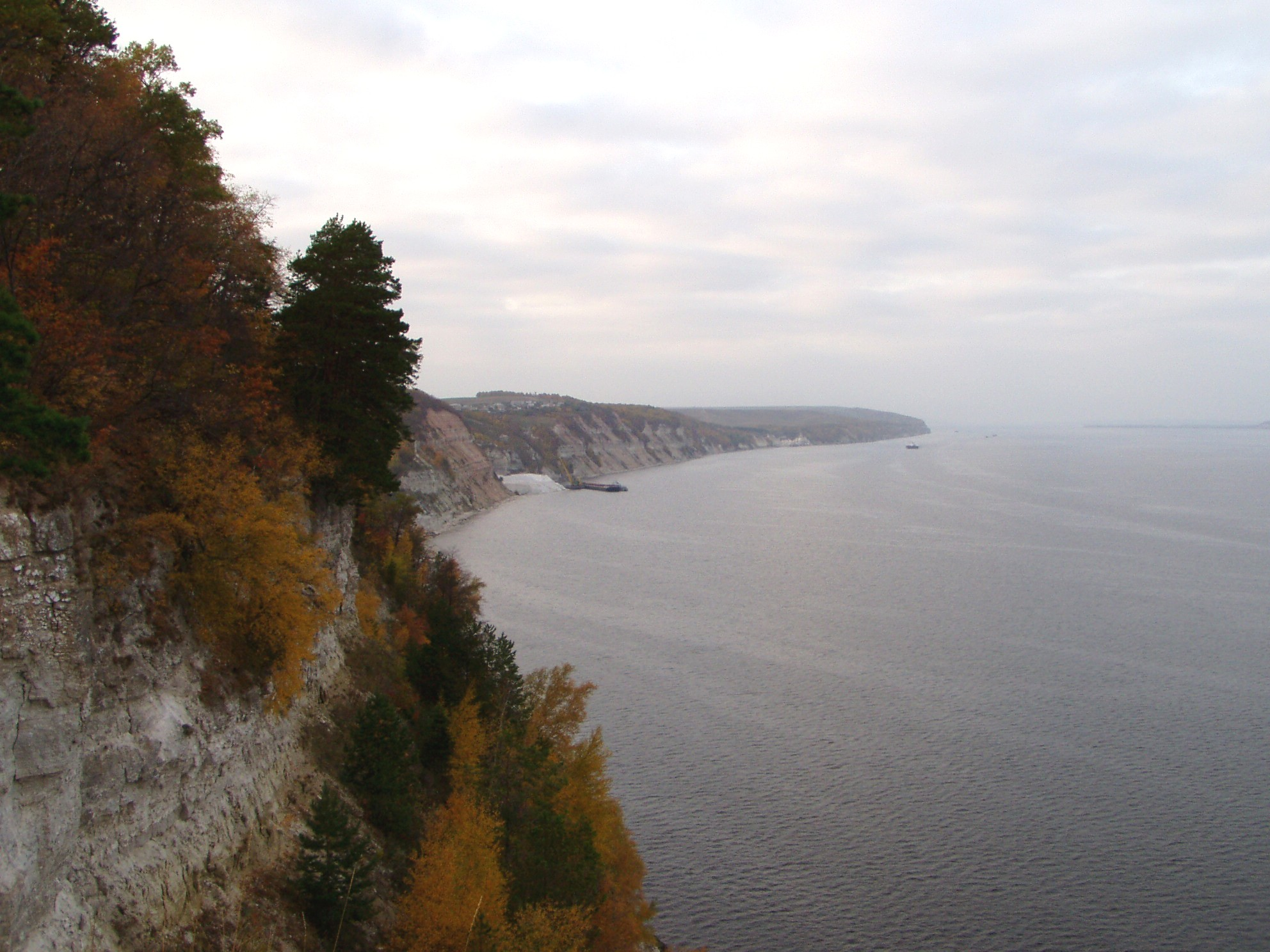
La ribera dreta del Volga és sovint escarpada: aquí, a prop de la confluència amb el riu Kama

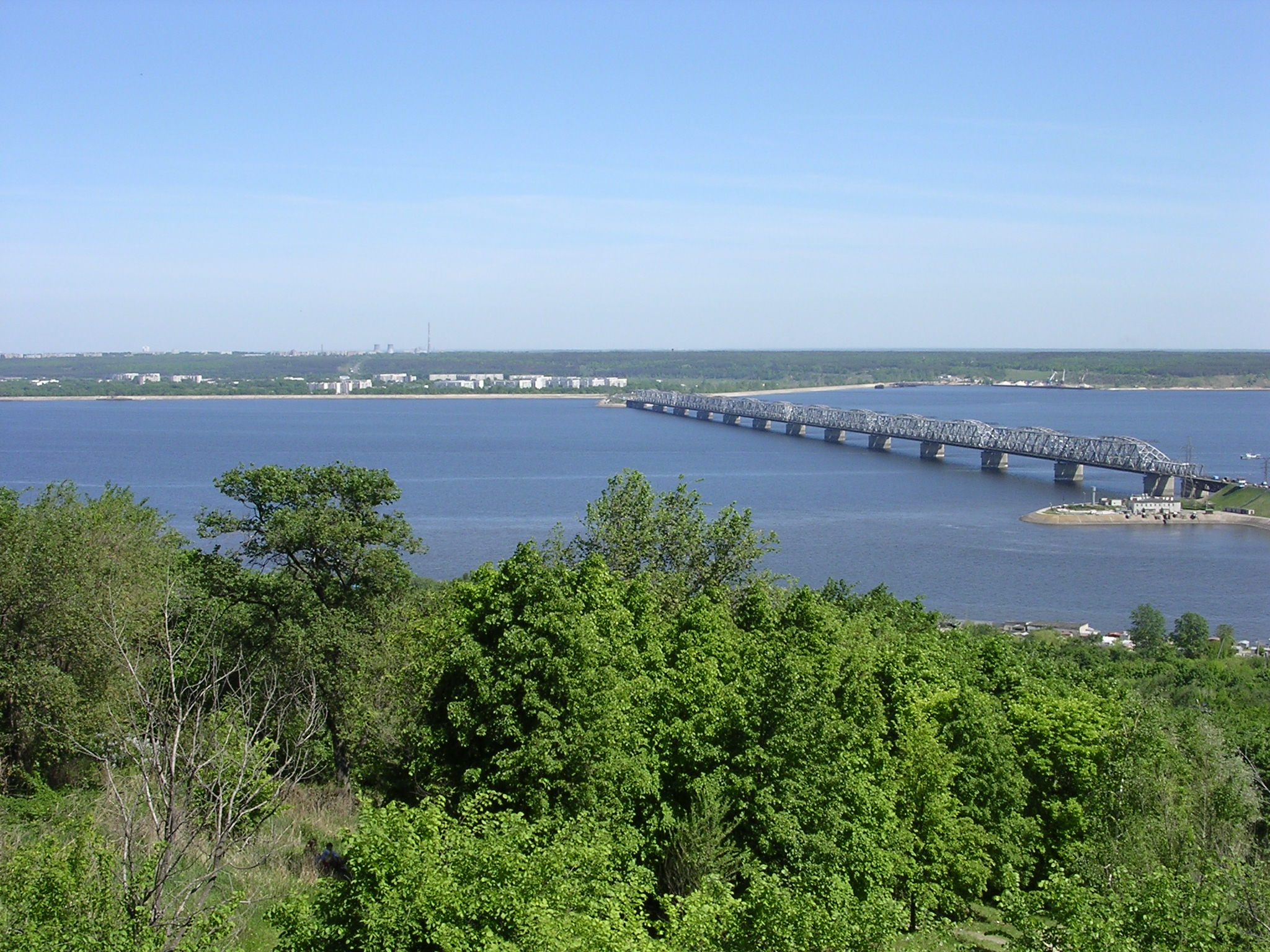
El riu Volga a Uliánovsk

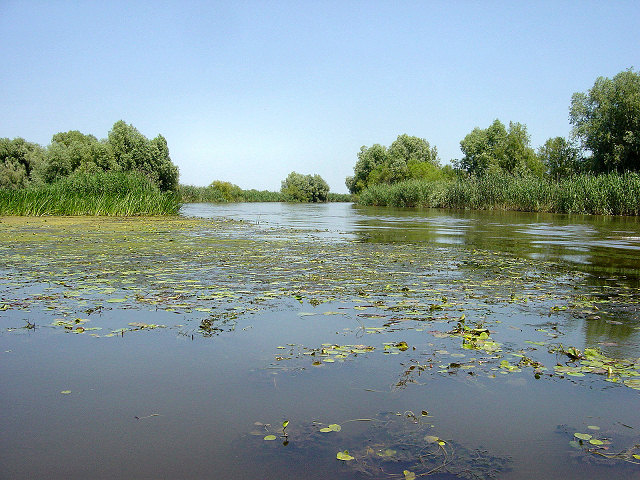
El riu Volga a prop de la seva desembocadura.

## Curs superior del Volga
El Volga neix al planell de Valdai, a 228 m sobre el nivell del mar, a prop de la localitat de Volga-Verchov'e, a la part occidental de l'óblast de Tver, en un lloc a uns 300 km al nord-oest de Moscou i a uns 320 km al sud-est de Sant Petersburg. En el primer tram té el nom de Seližarovka i és un curt curs d'aigua de 36 km que desguassa primer en el llac Sterj (18 km²) i després en el llac Seliguer (que té una superfície de 212 km² i està a una cota de 205 m). El Volga es dirigeix primer en direcció sud-est, travessant la regió de Valdái fins a arribar a la localitat de Rjev (63.729 hab. El 2002), passada la qual vira cap al nord-est i a partir de la que poden navegar pel riu petites embarcacions de transport de mercaderies. El riu, després d'una mica més de 100 km, arriba Tver (l'antiga Kalinine, fundada el 1135, amb 408.903 hab.), La capital de l'Oblast localitzada a la carretera que uneix Moscou amb Sant Petersburg.
El Volga descriu una nova corba i vira cap al sud-oest, discorrent pel primer dels molts trams en què les seves aigües estaran embassades, aquesta vegada per la presa d'Ivànkovo, on rep per la dreta el riu Xoxa. Gira després cap a l'Oest, i s'endinsa en l'embassament de Dubna, construït per proveir Moscou (és el tram més pròxim a la capital, a penes 100 km). En aquest embassament rep al riu Dubna, i, molt a prop de la presa, connecta amb el canal de Moscou, un canal artificial de 128 km construït el 1932 que uneix el riu Volga amb el riu Moskvà. Deixada enrere la presa, el Volga banya la localitat de Dubna (60.951 hab.), I després vira cap al nord-est, en un tram en què travessa la ciutat de Kimry (58.500 hab.) I segueix per l'embassament de la presa de Uglich, un nou tram en el que rep els seus primers afluents d'importància, els rius Medveditsa i Nerl. Segueix el riu en direcció cada vegada més Nord, franquejant el límit amb l'óblast de Iaroslavl, travessant la ciutat de Uglich (38.900 hab.) I arribant fins al gran llac de la presa de Ríbinsk (que amb 4.580 km², és coneguda com el mar de Ríbinsk, i que està a una cota de 102 m). És la més antiga de les preses construïdes al riu (1935-41) i també el punt més septentrional pel qual discorre el Volga. En aquest llac desemboquen dos importants afluents, el riu Mologa (456 km) i el riu Cheksna. També hi enllaça la via navegable Volga-Bàltic, que travessant el llac Onega i el llac Làdoga, connecta amb el golf de Finlàndia i, a través del canal Mar blanca-Bàltic, la Mar Blanca.
El Volga surt del llac pel mateix costat meridional pel que entra, emprenent direcció Sud-est. Als peus de la presa hi ha la ciutat industrial de Ríbinsk (222.653 hab., Anteriorment rebatejada com Andropov) que és el gran port de transbordament del curs superior del Volga. Segueix el riu cap al sud-est i arriba a Iaroslavl (613.088 hab.), Una de les més antigues ciutats de la Rússia central, fundada al segle xi. El riu s'encamina cada cop més en direcció Est, traspassant el límit amb l'óblast de Kostromà. A uns 70 km aigües avall de Iaroslavl hi ha la ciutat de Kostromà (278.750 hab.), Localitzada al poc de la confluència amb el riu Kostroma, una altra antiga ciutat (fundada el 1152). A partir d'aquí, el Volga es va convertint cada vegada més en un riu de plana, ample i de discórrer lent. Travessa aviat l'óblast de Kostromà per la seva banda meridional i es interna en l'óblast d'Ivànovo, que creua per la seva part nord-oriental. A la part nord de l'embassament desguassen als rius Nemda i Unzha (426 km). Seguint el gran embassament aigües avall en direcció sud, s'entra en l'óblast de Nijni Nóvgorod, i rep per l'esquerra al riu Uzola. El Volga deixa enrere la presa i és a la riba dreta la ciutat de Nijni Nóvgorod (1.311.252 hab.), En la confluència amb un dels seus afluents més importants, el riu Okà (1.500 km). Aquest és el punt en què tradicionalment s'ha considerat que acaba el curs alt del Volga. A l'altra banda del riu, al marge esquerre, davant, es localitza la ciutat industrial de Bor (61.525 hab.).

## Curs mitjà del Volga
El curs mitjà del Volga discorre en direcció est-sud-est, creuant la part central de la Rússia europea, i es comença a observar ja la dissimetria, de les seves riberes, que es manifesta més clarament en el curs baix, amb la riba dreta més alta i escarpada, a causa de la presència dels contraforts de les altures del Volga, en contraposició a una riba esquerra més baixa. En sortir de Nizhni Novgorod, el riu vira en direcció est, passant front a Kstovo i rebent per l'esquerra al riu Kerzhenets. Arriba més avall a un altre llarg embassament, el de Cheboksary, de més de 130 km, del qual una part està en l'óblast de Nizhni Novgorod, la part central a la república de Mari El (en la que rep per l'esquerra dels rius Vetluga i Rutka) i la part final a la república de Txuvàixia, on està també la presa, construïda en la dècada dels 1980 (i per a la qual van haver de ser reallotjades unes 20.000 persones). Aigües avall de la presa hi ha les ciutats de Txeboksari (440.621 hab.) I Novotxeboksarsk (125.857 hab.). Després el Volga forma durant un tram el límit natural entre les repúbliques de Txuvàixia i Mari-El, un tros en el qual rep per l'esquerra dels rius Bolshaya Kokshaga, Malaya Kokshaga i Ilet, i per la dreta al Tsivil i en el qual, també en el marge esquerre, hi ha la localitat de Voljsk (58.987 hab.). A continuació el riu s'interna, encara en direcció Est, a la república de Tartaristan, banyant primer la ciutat de Zelenodolsk (100.139 hab.) I després Kazan (1.105.289 hab.), la capital de la república, ambdues al marge esquerre.
Passada Kazan, el riu (ja en un altre tram embassat) vira cap al Sud. La ciutat és al principi d'un altre llarg embassament, l'embassament de Kouïbychev, amb 550 km de longitud, creat per la presa de Samara, que amb els seus 6.450 km² de superfície, és el llac artificial de retenció més gran d'Europa. El riu Kama (1.850 km), el principal dels afluents del Volga, s'incorpora per l'esquerra desaiguant en aquest gran llac artificial, en un punt que ha estat considerat de forma habitual de l'inici del curs baix del Volga, encara que ara, amb l'embassament, ha perdut part de la seva rellevància geogràfica.

## Curs inferior del Volga
L'embassament s'interna en direcció sud en l'óblast d'Uliànovsk, una província que travessa en la seva part oriental i en la que és a la riba dreta la capital, Uliànovsk (antigament Simbirsk, amb 635.947 hab.). Més al sud, el llac s'endinsa en l'óblast de Samara i després forma una corba gairebé tancada en la qual hi ha, a la riba esquerra, les ciutats de Togliatti (702.879 hab.) I Samara (abans Kouïbychev, a la confluència amb el riu Samara, que compta amb 1.157.880 hab.) i Novokuybyshevsk (112.973 hab.) on desemboca el riu Chapayevka; i, en el marge dret, al final de la corba, la ciutat de Syzran (188.107 hab). Passada Samara comença aviat la cua d'una altra llarg embassament, l'embassament de Saràtov (1.831 km²), 357 km aigües avall.
Sempre en direcció sud, l'embassament s'endinsa en l'óblast de Saràtov, i després de passar la resclosa, al peu, al seu marge esquerre, el riu banya la ciutat industrial de Balakovo (200.470 hab.). Al cap de poc, també per l'esquerra, el Volga rep les aigües del riu Irgiz, en un dels pocs trams intacte de l'antic curs, i en el que a la riba esquerra hi ha la ciutat de Volsk (71.124 hab.). Les formes característiques del paisatge, constituït per prats i turons a l'oest i per una vora plana a l'est, són encara perceptibles entre Kazan i Volgograd, encara que els llacs dels embassaments van submergir les antigues ribes.
El Volga gira cap al sud-oest, i passa per la marge esquerra de la petita ciutat de Marks (32.849 hab.), i després per la d'Engels (200.800 hab.). Enfront d'aquesta última, a l'altra riba, hi ha la ciutat de Saràtov (873.055 hab.), important centre universitari. A partir de Marks, comença ja la cua d'un altre llarg embassament, el de la presa de Volgograd (3.117 km²), amb una longitud d'uns 540 km. La regió per la qual discorre el riu comença a fer-se cada cop més desèrtica. L'embassament segueix gairebé en direcció sud, i s'endinsa en l'óblast de Volgograd i al cap de poc banya la ciutat de Kamychine (127.891 hab.), a la riba esquerra del llac. Més avall de la presa, hi ha les ciutats de Voljski (313.169 hab.), A l'esquerra, i 80 km aigües avall, a la dreta, Volgograd (abans Zarizyn, després Stalingrado, amb 1.011 417 hab.). Prop de Svetly suport, comença el canal Volga-Don, inaugurat el 1952 i que, després de 101 km, permet assolir el mar Negre.
El Volga descriu una corba en direcció sud-oest i emprèn el seu llarg tram final. Al cap de poc s'interna en l'últim dels Oblast pels que discorre: l'óblast d'Astracan, i al poc, es deriva un braç, el riu Akhtouba, que seguirà el seu propi curs paral·lel al curs principal pel costat esquerre fins a desaiguar al mar Caspi. En aquest tram, en el curs del Volga, està la localitat de Akhtubinsk (45.542 hab.), A la riba esquerra, i al final del tram, al marge dret, al principi del delta format pel riu, hi ha l'últim dels centres urbans d'importància que banya el riu, Astracan. Una part del delta està protegit, ja que la regió és un lloc de trànsit per a les aus migratòries. El riu Volga, els seus braços més importants, el Bakhtemir i el Tàbola, i també el braç Akhtouba, més a l'est, desemboquen tots en el mar Caspi, el llac més gran del món.

## Hidrologia
El Volga és alimentat en un 60% per aigües procedents de la fusió de les neus, un 30% per aigües subterrànies i un 10% per l'aigua de pluja. El Volga posseeix un règim poc regular, ja que la meitat de l'aigua que anualment porta el riu ho fa en un període de només sis setmanes: de finals d'abril a principis de juny, en el moment del desgel, que comença a la part sud de la conca, per propagar-se ràpidament a continuació cap al Nord. El nivell (alçada d'aigua) del riu està sotmès a importants fluctuacions anuals: arriba als 11 m a Tver; als 16 m abans del punt de confluència amb el riu Kama, i els 3 m a la desembocadura, a Astracan. Tanmateix, la construcció d'embassaments en el seu curs i en el dels seus afluents ha permès reduir considerablement aquestes fluctuacions.
La producció mitjana interanual o mòdul del riu és de 182 m³/s en Tver; de 1.110 m³/s en Iaroslavl; de 2.970 m³/s en Nijni Nóvgorod; de 7720 m³/s en Samara; i de 8.060 m³/s en Volgograd. Aigües avall de Volgograd, el riu no rep més tributaris significatius i l'evaporació determina una disminució del seu cabal en un 2%. El cabal del riu podia assolir abans com a màxim 67.000 m³/s aigües avall de la confluència amb el riu Kama i 52.000 m³/s en Volgograd, abocaments una part de les aigües a les planes inundables del voltant. La precipitació anual a la conca és de 187 mm en Volgograd, per a un total de precipitacions rebudes de 662 mm. Abans de la creació dels embassaments, el Volga abocava en un any en la seva desembocadura 25 milions de tones de sediments i de 40 a 50 tones de minerals dissolts. Les aigües del Volga assoleixen una temperatura de 20-25 °C al juliol i romanen lliures de gel 260 dies a l'any a Astracan.

## Colonització del riu
El pobles indígenes del curs superior del Volga són els finlandesos Mery que estan avui dia assimilats pels russos. Altres grups finlandesos, com els mari i els mordves resideixen al llarg del curs mitjà del Volga. Les poblacions turques van aparèixer cap a l'any 600 i van absorbir alguns grups finlandesos i indoeuropeus instal·lats sobre el curs mitjà i inferior del riu: en conseqüència, es van convertir en els txuvàixis cristians i els tàrtars musulmans, així com els nogais avui dia reinstal·lats a Daguestan. Els mongols budistes calmucs va colonitzar el Volga al segle xvii. La regió del Volga alberga també Russos Alemanys que havien estat encoratjats per Caterina II de Rússia a instal·lar-se en aquestes terres per conrear i també per crear una regió tampó contra els atacs de les hordes mongols de l'est. Els alemanys van venir en gran nombre. Sota el règim soviètic, una part de la regió es va convertir en la República socialista soviètica dels Alemanys del Volga. Després de la II Guerra Mundial, Stalin va dissoldre la República i va desplaçar part de la seva població a altres regions.

## Economia
No va ser fins després de la Segona Guerra Mundial quan la regió es va desenvolupar realment construint-se més de dos centenars de fàbriques (eines, automòbils, etc.) a les principals aglomeracions. Es van dur a terme importants treballs d'adaptacions sobre el Volga i el seu afluent Kama, de cara a fer artèries de comunicació permanents, produir electricitat i irrigar les terres de secà al llarg del curs inferior.
La part central de la conca del riu és relativament fèrtil, encara que les precipitacions són molt irregulars d'un any a l'altre. En el cas contrari, les temptatives de reg de les terres més al sud no van donar els resultats esperats. A més, una part de les terres cultivables, a la riba del Mar Caspi es van inundar als anys vuitanta, després d'un augment del nivell del Mar Caspi, que va agafar els especialistes d'imprevist. La conca del Volga és rica en recursos miners com la potassa i la de sal. El delta del Volga, així com els accessos del Mar Caspi són rics en peix. Astracan, sobre el delta del Volga, és el centre de la indústria del caviar.

## Història
Els antics grecs coneixien el Volga sota el nom de riu Rha. En el folklore rus, el Volga es coneix amb el nom de "Mare Volga" a causa de la seva importància. El riu va constituir durant diversos segles la frontera oriental de Rússia.
A l'alta edat mitjana, les tribus eslaves es van establir en el seu curs superior, mentre que els Búlgars s'establien en el seu curs mitjà (els Búlgars del Volga, del segle VIII al segle xiv i els Khàzars en el seu curs inferior. Aquests últims van establir en Itil, a prop del delta del Volga, la capital d'un "imperi" transitori (segle VIII - segle X) que es va estendre des de Kíev als Urals, en detriment dels eslaus orientals i dels Búlgars del Volga. Es coneixen sobretot per convertir-se a judaisme, abans de ser vençuts pels exèrcits del Gran Duc de Kíev Sviatoslav I l'any 965.
És durant aquest període quan el Volga es va convertir en la principal via comercial a l'est d'Europa. Controlada pels mongols de l'Horda d'Or aigües avall de Nijni Nóvgorod en el segle xiii. Va ser disputada al segle xv pels kans d'Astracan i de Kazan. En els segles xvi i xvii el Volga sobre el qual hi havia la capital de l'Horda d'Or (Nova Sarai) a prop de l'actual Volgograd - va tenir un paper preponderant en les conquestes dels cosacs que la van fer passar sota el control de Moscou. Després de la presa de Kazan per Ivan el Terrible a 1552 i després la d'Astracan a 1556, tot el curs del riu va passar sota el control de l'imperi rus. Per establir la seva influència sobre la regió, es van construir nombrosos kremlins a la riba dreta més escarpada. Entre aquests, alguns van passar a ser grans aglomeracions: Saràtov creada l'any 1590, Tsaritsyne (avui dia Volgograd) a 1589, Simbirsk (avui dia Uliànovsk) el 1648, Samara el 1648. El poblament de la regió va ser encarregat a colons russos, als cosacs i als alemanys que fugien de la seva terra superpoblada i atrets per l'oferta d'instal·lació de la reina Caterina II (1767). El Volga es va convertir en un eix de comunicacions que va facilitar l'extensió russa per Sibèria i per la mar Càspia en particular, sota Stenka Razin. En aquesta època, la regió del baix Volga estava ocupada principalment per poblacions mongols, turques i finlandeses.
El ferrocarril, en el segle xix va consolidar la preponderància de les ciutats construïdes al llarg del riu. Les activitats d'aquests centres urbans es relacionaven amb el comerç: els magatzems de farina, la indústria de peix; la construcció naval i el manteniment del material ferroviari. Però la regió va romandre globalment al marge de la revolució industrial fins als anys trenta, data en la qual es va construir un primer complex metal·lúrgic i una fàbrica de tractors (en Stalingrad).
La famosa cançó Els sirgadors del Volga és una de les moltes dedicades al "riu nacional de Rússia".

## Etimologia
El nom rus Во́лга s'aproxima a les paraules eslaves que designen el caràcter "moll", "humit" ((влага, волога). Aquest nom es tradueix en francès i anglès per Volga i en alemany per Wolga. El nom també podria tenir orígens finlandesos.
Les poblacions turques que viuen prop del riu l'anomenen Itil o Atil. Àtila podria deure el seu nom al del riu. Avui en dia les llengües vinculades amb el turc, el Volga el coneixen amb el nom de İdel (Идел) en tàtar, Атăл (Atăl) en txuvaix i  İdil en turc. En txeremís el riu s'anomena  Юл (Jul) utilitzant la mateixa arrel.
Si ens remontessim encara més lluny en el temps, els Escites donaven al riu el nom de Rha que pot associar-se a l'antiga paraula del sànscrit Rasah designant un riu sagrat. Aquest origen es conserva en el nom que li donen els habitants de Mordòvia al riu: Рав (Raw).

## Condicionament del curs fluvial
En el curs del Volga s'han construït nombroses preses per l'aprofitament hidroelèctric i la regulació del cabal, de manera que pràcticament només queden trams inalterats del curs del riu. Seguint aigües avall el riu, les preses són les següents (amb any d'entrada en servei, superfície d'aigua, volum embassat, producció elèctrica)
- Embassament d'Ivànkovo (1937)327 km²; 1,12 km³; 130 MkWh;
- Embassament d'Úglitx (1940)249 km²; 1,25 km³; 212 MkWh;
- Presa de Ríbinsk (1941)4.550 km²; 25,42 km³; 1100 MkWh;
- Embassament de Nijni Nóvgorod (1955)1.591 km²; 8,7 km³; 1513 MkWh;
- Embassament de Txeboksari (1980)2.100 km²; 14,2 km³; 3280 MkWh;
- Embassament de Samara (també embassament de Kúibixev, a la confluència amb el riu Kama) (1955)6.450 km²; 58 km³; 11000 MkWh;
- Embassament de Saràtov (1967)1.850 km²; 12,9 km³; 5400 MkWh;
- Embassament de Volgograd (1958)3.317 km²; 32,1 km³; 11100 MkWh;

## Principals ciutats que travessa
- Rjev: 63.729 hab.
- Tver (l'antiga Kalinin, fundada el 1135): 408.903 hab.
- Dubnà: 60.951 hab.
- Kimri: 58.500 hab.
- Úglitx: 38.900 hab.
- Ríbinsk (anteriorment rebatejada com a Andrópov): 222.653 hab.,
- Iaroslavl: 613.088 hab.
- Kostromà: 278.750 hab.
- Kíneixma: 95.233 hab.
- Bor: 61.525 hab.
- Nijni Nóvgorod (anteriorment Gorki): 1.311.252 hab.
- Txeboksari: 440.621 hab.
- Novotxeboksarsk: 125.857 hab.
- Voljsk: 58.987 hab.
- Zelenodolsk: 100.139 hab.
- Kazan: 1.105.289 hab.
- Uliànovsk (anteriorment Simbirsk): 635.947 hab.
- Togliatti: 702.879 hab.
- Samara (abans Kúibixev): 1.157.880 hab.
- Novokúibixevsk: 112.973 hab.
- Sízran: 188.107 hab.
- Balakovo: 200.470 hab.
- Volsk: 71.124 hab.
- Marx: 32.849 hab.
- Engels: 200.800 hab.
- Saràtov: 873.055 hab.
- Kamixin: 127.891 hab.
- Voljski: 313.169 hab.
- Volgograd (abans Tsaritsin, després Stalingrad): 1.011.417 hab.
- Akhtúbinsk: 45.542 hab.
- Astracan (abans Itil): 504.501 hab.

### Afluents del riu Volga
El riu Volga té moltíssims afluents. En la taula següent s'hi ha un recull dels més importants.
|               |      |      |                               |                               |                               |                               |               |               |             |              |
|               | Braç | Braç | Nom afluent                   | Nom afluent                   | Nom afluent                   | Nom afluent                   | Desembocadura | Longitud (km) | Conca (km²) | Cabal (m³/s) |
| Curs Superior | E    | -    | Riu Selizharovka              | Riu Selizharovka              | Riu Selizharovka              | Riu Selizharovka              | Riu Volga     | 36            | 2.950       |              |
| Curs Superior | E    | -    | Riu Tvertsa                   | Riu Tvertsa                   | Riu Tvertsa                   | Riu Tvertsa                   | Riu Volga     | 188           | 6.510       | 60           |
| Curs Superior | -    | -    | Riu Vazuza                    | Riu Vazuza                    | Riu Vazuza                    | Riu Vazuza                    | Riu Volga     | 162           | 7.120       |              |
| Curs Superior | -    | -    | Riu Shosha                    | Riu Shosha                    | Riu Shosha                    | Riu Shosha                    | Riu Volga     | 163           | 3.080       |              |
| Curs Superior | -    | D    | Riu Dubna                     | Riu Dubna                     | Riu Dubna                     | Riu Dubna                     | Riu Volga     | 167           | 5.350       |              |
| Curs Superior | E    | -    | Riu Medveditsa                | Riu Medveditsa                | Riu Medveditsa                | Riu Medveditsa                | Riu Volga     | 259           | 5.570       | 25,2         |
| Curs Superior | -    | D    | Riu Nerl                      | Riu Nerl                      | Riu Nerl                      | Riu Nerl                      | Riu Volga     | 112           | 3.270       | 12,8         |
| Curs Superior | -    | -    | Riu Kashinka                  | Riu Kashinka                  | Riu Kashinka                  | Riu Kashinka                  | Riu Volga     | 128           | 661         | 4,5          |
| Curs Superior | -    | -    | Riu Sheksna                   | Riu Sheksna                   | Riu Sheksna                   | Riu Sheksna                   | Riu Volga     | 139           | 19.000      | 139          |
| Curs Superior | -    | -    | Riu Mologa                    | Riu Mologa                    | Riu Mologa                    | Riu Mologa                    | Riu Volga     | 456           | 29.700      | 237          |
| Curs Superior | -    | D    | Riu Kotorosl                  | Riu Kotorosl                  | Riu Kotorosl                  | Riu Kotorosl                  | Riu Volga     | 132           | 5.500       |              |
| Curs Superior | E    | -    | Riu Kostroma                  | Riu Kostroma                  | Riu Kostroma                  | Riu Kostroma                  | Riu Volga     | 354           | 16.000      | 71           |
| Curs Superior | E    | -    | Riu Nemda                     | Riu Nemda                     | Riu Nemda                     | Riu Nemda                     | Riu Volga     | 146           | 4.750       | 28,9         |
| Curs Superior | E    | -    | Riu Unzha                     | Riu Unzha                     | Riu Unzha                     | Riu Unzha                     | Riu Volga     | 426           | 27.800      | 158          |
| Curs Superior | -    | -    | Riu Uzola                     | Riu Uzola                     | Riu Uzola                     | Riu Uzola                     | Riu Volga     | 147           | 1.920       |              |
| Curs Superior | -    | D    | Riu Okà                       | Riu Okà                       | Riu Okà                       | Riu Okà                       | Riu Volga     | 1.500         | 245.000     | 1.300        |
| Curs Superior | -    | -    | -                             | Riu Upa                       | Riu Upa                       | Riu Upa                       | Riu Okà       | 399           | 9.510       |              |
| Curs Superior | -    | -    | -                             | Riu Zhizdra                   | Riu Zhizdra                   | Riu Zhizdra                   | Riu Okà       | 223           | 9.170       |              |
| Curs Superior | -    | -    | -                             | Riu Ugra                      | Riu Ugra                      | Riu Ugra                      | Riu Okà       | 399           | 15.700      |              |
| Curs Superior | -    | -    | -                             | Riu Protva                    | Riu Protva                    | Riu Protva                    | Riu Okà       | 282           | 4.620       |              |
| Curs Superior | -    | -    | -                             | Riu Nara                      | Riu Nara                      | Riu Nara                      | Riu Okà       | 158           | 2.030       |              |
| Curs Superior | -    | -    | -                             | Riu Osyotr                    | Riu Osyotr                    | Riu Osyotr                    | Riu Okà       | 228           | 3.480       |              |
| Curs Superior | -    | -    | -                             | Riu Moskvà                    | Riu Moskvà                    | Riu Moskvà                    | Riu Okà       | 502           | 17.600      | 250          |
| Curs Superior | -    | -    | -                             | Riu Pronya                    | Riu Pronya                    | Riu Pronya                    | Okà           | 336           | 10.200      |              |
| Curs Superior | -    | -    | -                             | Riu Pra                       | Riu Pra                       | Riu Pra                       | Okà           | 192           | 5.520       | 250          |
| Curs Superior | -    | -    | -                             | Riu Mokxa                     | Riu Mokxa                     | Riu Mokxa                     | Okà           | 656           | 51.000      |              |
| Curs Superior | -    | -    | -                             | -                             | Riu Tsna                      | Riu Tsna                      | Riu Mokxa     | 451           | 21.500      |              |
| Curs Superior | -    | -    | -                             | Riu Tyosha                    | Riu Tyosha                    | Riu Tyosha                    | Okà           | 331           | 7.800       |              |
| Curs Superior | -    | -    | -                             | -                             | Riu Seryozha                  | Riu Seryozha                  | Riu Tyosha    |               |             |              |
| Curs Superior | -    | -    | -                             | Riu Kliazma                   | Riu Kliazma                   | Riu Kliazma                   | Okà           | 686           | 42.500      |              |
| Curs Superior | -    | -    | -                             | -                             | Riu Teza                      | Riu Teza                      | Riu Kliazma   | 192           | 3.450       |              |
| Curs Superior | -    | -    | -                             | -                             | Riu Nerl                      | Riu Nerl                      | Riu Kliazma   | 75            | 53.000      | 400          |
| Curs mitjà    | -    | D    | Riu Kudmka                    | Riu Kudmka                    | Riu Kudmka                    | Riu Kudmka                    | Riu Volga     | 144           | 2.200       |              |
| Curs mitjà    | -    | D    | Riu Kerzhenets                | Riu Kerzhenets                | Riu Kerzhenets                | Riu Kerzhenets                | Riu Volga     | 290           | 6.410       | 19,6         |
| Curs mitjà    | -    | D    | Riu Sura                      | Riu Sura                      | Riu Sura                      | Riu Sura                      | Riu Volga     | 841           | 67.500      |              |
| Curs mitjà    | -    | -    | -                             | Riu Alatyr                    | Riu Alatyr                    | Riu Alatyr                    | Riu Sura      | 307           | 11.200      |              |
| Curs mitjà    | E    | -    | Riu Vetluga                   | Riu Vetluga                   | Riu Vetluga                   | Riu Vetluga                   | Riu Volga     | 889           | 39.400      | 255          |
| Curs mitjà    | E    | -    | -                             | Riu Usta                      | Riu Usta                      | Riu Usta                      | Riu Vetluga   | 253           | 6.030       | 28           |
| Curs mitjà    | E    | -    | Riu Rutka                     | Riu Rutka                     | Riu Rutka                     | Riu Rutka                     | Riu Volga     | 153           | 1.950       | 7,32         |
| Curs mitjà    | -    | D    | Riu Tsivil                    | Riu Tsivil                    | Riu Tsivil                    | Riu Tsivil                    | Riu Volga     | 173           | 4.658       | 53           |
| Curs mitjà    | E    | -    | Riu Bolshaya Kokshaga         | Riu Bolshaya Kokshaga         | Riu Bolshaya Kokshaga         | Riu Bolshaya Kokshaga         | Riu Volga     | 297           | 6.630       | 30           |
| Curs mitjà    | E    | -    | Riu Malaya Kokshaga           | Riu Malaya Kokshaga           | Riu Malaya Kokshaga           | Riu Malaya Kokshaga           | Riu Volga     | 194           | 5.160       |              |
| Curs mitjà    | E    | -    | Riu Ilet                      | Riu Ilet                      | Riu Ilet                      | Riu Ilet                      | Riu Volga     | 204           | 6.470       |              |
| Curs mitjà    | -    | D    | Riu Sviyaga                   | Riu Sviyaga                   | Riu Sviyaga                   | Riu Sviyaga                   | Riu Volga     | 375           | 16.700      | 34           |
| Curs mitjà    | E    | -    | Riu Kazanka                   | Riu Kazanka                   | Riu Kazanka                   | Riu Kazanka                   | Riu Volga     | 142           | 2.600       |              |
| Curs mitjà    | E    | -    | Riu Kama                      | Riu Kama                      | Riu Kama                      | Riu Kama                      | Riu Volga     | 1.805         | 507.000     | 3.800        |
| Curs mitjà    | -    | -    | -                             | Riu Viatka                    | Riu Viatka                    | Riu Viatka                    | Riu Kama      | 1.314         | 129.000     | 890          |
| Curs mitjà    | -    | -    | -                             | -                             | Riu Kobra                     | Riu Kobra                     | Riu Viatka    |               |             |              |
| Curs mitjà    | -    | -    | -                             | -                             | Riu Letka                     | Riu Letka                     | Riu Viatka    | 260           | 3.680       |              |
| Curs mitjà    | -    | -    | -                             | -                             | Riu Cheptsa                   | Riu Cheptsa                   | Riu Viatka    | 501           | 20.400      |              |
| Curs mitjà    | -    | -    | -                             | -                             | Riu Velitkaya                 | Riu Velitkaya                 | Riu Viatka    | 266           |             |              |
| Curs mitjà    | -    | -    | -                             | -                             | Riu Moloma                    | Riu Moloma                    | Riu Viatka    | 419           | 12.700      |              |
| Curs mitjà    | -    | -    | -                             | -                             | Riu Pizhma                    | Riu Pizhma                    | Riu Viatka    | 305           | 14.660      |              |
| Curs mitjà    | -    | -    | -                             | -                             | Riu Kilmez                    | Riu Kilmez                    | Riu Viatka    | 270           | 17.200      |              |
| Curs mitjà    | -    | -    | -                             | Riu Ik                        | Riu Ik                        | Riu Ik                        | Riu Kama      | 571           | 18.000      | 45,5         |
| Curs mitjà    | -    | -    | -                             | Riu Belaya                    | Riu Belaya                    | Riu Belaya                    | Riu Kama      | 1.430         | 142.000     | 970          |
| Curs mitjà    | -    | -    | -                             | -                             | Riu Sim                       | Riu Sim                       | Riu Belaya    | 239           |             |              |
| Curs mitjà    | -    | -    | -                             | -                             | Riu Ufá                       | Riu Ufá                       | Riu Belaya    | 918           | 53.100      | 388          |
| Curs mitjà    | -    | -    | -                             | -                             | -                             | Riu Iouriouzan                | Riu Ufá       | 404           | 7.240       |              |
| Curs mitjà    | -    | -    | -                             | Riu Vishera                   | Riu Vishera                   | Riu Vishera                   | Riu Kama      |               | 0           |              |
| Curs mitjà    | -    | -    | -                             | -                             | Riu Kolva                     | Riu Kolva                     | Riu Vishera   | 460           | 13.500      |              |
| Curs mitjà    | -    | -    | -                             | -                             | Riu Iazva                     | Riu Iazva                     | Riu Vishera   | 135           | 5.900       |              |
| Curs mitjà    | -    | -    | -                             | Riu Chusovaya                 | Riu Chusovaya                 | Riu Chusovaya                 | Riu Kama      | 592           | 23.000      | 222          |
| Curs Inferior | E    | -    | Riu Bolshoy Cheremshan        | Riu Bolshoy Cheremshan        | Riu Bolshoy Cheremshan        | Riu Bolshoy Cheremshan        | Riu Volga     | 336           | 11.500      | 36,1         |
| Curs Inferior | -    | D    | Riu Usa                       | Riu Usa                       | Riu Usa                       | Riu Usa                       | Riu Volga     | 76            | 2.240       | 16,1         |
| Curs Inferior | E    | -    | Riu Sok                       | Riu Sok                       | Riu Sok                       | Riu Sok                       | Riu Volga     | 364           | 11.700      | 33,3         |
| Curs Inferior | E    | -    | Riu Samara                    | Riu Samara                    | Riu Samara                    | Riu Samara                    | Riu Volga     | 594           | 46.500      | 47,2         |
| Curs Inferior | E    | -    | Riu Chapayevka                | Riu Chapayevka                | Riu Chapayevka                | Riu Chapayevka                | Riu Volga     | 298           | 4.310       | 2,53         |
| Curs Inferior | -    | -    | -                             | Riu Bouzoulouk                | Riu Bouzoulouk                | Riu Bouzoulouk                | Riu Samara    | 248           | 4.460       | 7,7          |
| Curs Inferior | E    | -    | Riu Maly Irgiz                | Riu Maly Irgiz                | Riu Maly Irgiz                | Riu Maly Irgiz                | Riu Volga     | 235           | 3.900       | 6,4          |
| Curs Inferior | E    | -    | Riu Irgiz (o Bolshoi Irgiz)   | Riu Irgiz (o Bolshoi Irgiz)   | Riu Irgiz (o Bolshoi Irgiz)   | Riu Irgiz (o Bolshoi Irgiz)   | Riu Volga     | 675           | 24.000      |              |
| Curs Inferior | -    | D    | Riu Terehka                   | Riu Terehka                   | Riu Terehka                   | Riu Terehka                   | Riu Volga     | 213           | 9.710       | 17,5         |
| Curs Inferior | E    | -    | Riu Eruslan                   | Riu Eruslan                   | Riu Eruslan                   | Riu Eruslan                   | Riu Volga     | 278           | 5.570       |              |
| Curs Inferior | -    | -    | Riu Akhtouba (braç del Volga) | Riu Akhtouba (braç del Volga) | Riu Akhtouba (braç del Volga) | Riu Akhtouba (braç del Volga) | Riu Volga     | 537           |             | 153          |